# Actinodaphne multiflora
Actinodaphne multiflora är en lagerväxtart som beskrevs av George Bentham. Actinodaphne multiflora ingår i släktet Actinodaphne och familjen lagerväxter. Inga underarter finns listade i Catalogue of Life.